# لئونید سدوف
لئونید ایوانویچ سدوف (به روسی: Леони́д Ива́нович Седо́в) (۱۴ نوامبر ۱۹۰۷ – ۵ سپتامبر ۱۹۹۹) یک فیزیک‌دان پیشروی اهل شوروی بود. او نویسنده بخشی از فیزیک کوانتومی بود. تئوری او شکستن خط طیف صاف در مایعات است. در حین جنگ جهانی دوم او یک روش به نام حل تشابه سدوف برای موج انفجار ابداع کرد. همچنین وی اولین رئیس برنامه اکتشاف فضای شوروی بود که در سال ۱۹۵۵ اعلام وجود کرد. همچنین تصور می‌رود وی شخص اصلی پشت طراحی ماهواره اسپوتینک بوده‌است.